# Snoop's Upside Ya Head
Snoop's Upside Ya Head è un brano musicale rap di Snoop Doggy Dogg, primo singolo estratto dal secondo album di Dogg Tha Doggfather e secondo successo europeo del cantante.
La canzone è costruita su un campionamento di Oops Up Side Your Head dei Gap Band, e figura nuove parti vocali registrate da Charlie Wilson, cantante proprio dei Gap Band.
Nel video prodotto per il brano viene messa in scena una immaginaria esecuzione, con Snoop condannato alla sedia elettrica, da cui però riesce a fuggire.

## Tracce
1. Snoop's Upside Ya Head (Album Version)
2. Snoop's Upside Ya Head (Radio Edit)
3. Snoop's Upside Ya Head (Instrumental)

## Classifiche

### Classifiche settimanali
| Classifica (1996) | Posizione massima |
| ----------------- | ----------------- |
| Australia         | 46                |
| Nuova Zelanda     | 7                 |
| Paesi Bassi       | 32                |
| Regno Unito       | 12                |
| Svezia            | 36                |